# Kendujhar
Kendujhar (alter Name: Keonjhar) ist eine Stadt im indischen Bundesstaat Odisha.
Sie hatte beim Zensus 2011 etwa 60.590 Einwohner und ist Verwaltungssitz des gleichnamigen Distrikts.
Keonjhar war Hauptstadt des Fürstenstaates Keonjhar.